# Vivonne Bay Conservation Park
Vivonne Bay Conservation Park är en park i Australien. Den ligger i delstaten South Australia, omkring 180 kilometer sydväst om delstatshuvudstaden Adelaide. Vivonne Bay Conservation Park ligger 35 meter över havet. Arean är 15,7 kvadratkilometer.
Trakten är glest befolkad.
Genomsnittlig årsnederbörd är 801 millimeter. Den regnigaste månaden är juni, med i genomsnitt 146 mm nederbörd, och den torraste är januari, med 22 mm nederbörd.